# Can Roig de Mas Osset
Can Roig de Mas Osset és una casa neoclàssica de Gelida (Alt Penedès) protegida com a Bé Cultural d'Interès Local.

## Descripció
Ampli casal de planta rectangulars, a dues vessants, de planta i dos pisos, edificat damunt l'antic Mas Osset, citat en documents parroquials i municipals des del segle xvi, i visible encara en part, el darrere de la casa, de cos rectangular, planta i pis, teulada a dues vessants, finestres tallades amb biaix, reixes forjades i ràfec d'interés. L'obra actual, d'estil neoclàssic, consta d'una façana amb finestres i balcons simètrics i distribució tradicional interior: gran entrada, menjador i cuina, cellers i la sala superior, repartidora de les habitacions-alcova, etc. A l'entorn hi ha una colla de corrals, galliners i antics cellers i al davant s'hi conserven les restes d'un jardí romàntic, com a d'altres masies gelidenques. Crida l'atenció una espitllera al capdamunt de l'angle de l'edifici.